# 御代弦
御代 弦（みよ げん、1852年〈嘉永4年12月〉- 1932年〈昭和7年〉2月8日）は、日本の政治家。第3代秋田市長。旧名・鉄吉、信敏。

## 来歴
久保田藩城下町に生まれる。1866年（慶応2年）に藩に出仕し、大番組士から大扈従、戊辰戦争では藩主の駕籠に付き従い、従軍した。その後、秋田藩常備隊陸軍軍曹になり、1871年（明治4年）に廃止されるまで務めた。1879年（明治12年）秋田県庁に務める。1889年（明治22年）から北秋田、河辺、山本の各郡長を経て、1896年（明治29年）2月、秋田市長に就任した。同年暮れに第8師団が増設され、秋田に歩兵第16旅団と歩兵第17連隊が置かれることとなった。御代は市長として用地確保に奔走したが、用地確保に失敗、反対派住民から行政訴訟を起こされたり、税賦課問題で市幹部が辞表を提出する問題が起きた。その後は県と連携し、各種学校の開校や水産試験場などの産業施設を開設させたり、千秋公園内に県立秋田図書館を開館させた。ほか在職中に奥羽北線（現・奥羽本線）秋田駅の開業や上水道工事が開始された。1905年（明治38年）秋田市長を退任した。また、弓道師範を務め、死去後に死去日付で大日本武徳会から弓道範士を追授された。墓所は秋田市天徳寺。

## 家族
- 父・御代信成 ‐ 秋田藩士。藩校「明徳館」文学で私塾四如堂創立者・黒沢四如に学び、藩権少参事準席を経て維新後は由利郡初代郡長、仙北郡長、南秋田郡長、北秋田郡長などを歴任した。弦はその長男[5][6][7]。
- 三女・カネ‐横浜正金銀行上海支店長・小貫慶治の妻[8]
- 四女・マツ‐ 化学者・加福均三（日本化学会会長）の妻[9]
- 妹・チエ（1864-） ‐ 秋田藩士・石井忠良の妻。
- 甥・石井忠純（1886-） ‐ チエの子。教育者。東京帝国大学独文科卒。万朝報学芸部記者、第四高等学校 (旧制)教授、山形高等学校 (旧制)校長、文部省図書局長、東京外国語学校第8代学長、四高校長を歴任。[10][11]